# Sapphire Technology
Sapphire Technology (en chino, 藍寶科技) es una empresa tecnológica con sede en Hong Kong, dedicada a la fabricación de tarjetas de video para computadores de escritorio. También se dedica a la fabricación de placas base y LCDTV
Los productos de la compañía están basados en las GPU siendo el principal ensamblador de tarjetas de video para AMD.
Fue la primera compañía en lanzar una tarjeta de video con conector HDMI.
Sapphire fue la primera compañía en lanzar una tarjeta de video con velocidad de núcleo base de 1000 MHz (1 GHz) con el lanzamiento de la Sapphire Atomic Edition HD 4890.

## Instalaciones de fabricación
Desde el año 2007, Sapphire tiene 2 certificaciones ISO 9001 e ISO 14001 para instalaciones de fabricación en Dongguan, China, que tienen una capacidad de producción mensual de 1.8 millones de tarjetas de video.
Las instalaciones de manufactura tienen un área cercana a los 250 000 m² usado por líneas independientes de producción desde mayo de 2005.

### Proceso de fabricación
En su proceso de fabricación de tarjetas de circuito impreso (PCB), la empresa obtiene la parte básica de las tarjetas de video de unas empresas externas. El siguiente paso en el proceso es la colocación de los componentes conocidos como dispositivos de montaje superficial o en inglés surface mount device (SMD). Esto se realiza por una máquina de colocación totalmente automatizada. El proceso de soldadura se realiza utilizando el método de Soldadura por refusión (Reflow Soldering). Tras ello se emplea la tecnología de AMD para colocar los módulos de memoria y el GPU requerido específicamente para una tarjeta de video.